# Tomasz Posadzki
Tomasz Posadzki (ur. 13 listopada 1961 w Gdańsku) – polski prawnik i adwokat, polityk i samorządowiec, w latach 1994–1998 prezydent Gdańska.

## Życiorys
Absolwent IX Liceum Ogólnokształcącego w Gdańsku. Na początku lat 80. brał udział w organizowaniu uczelnianego Niezależnego Zrzeszenia Studentów. W 1986 ukończył studia na Wydziale Prawa i Administracji Uniwersytetu Gdańskiego. Po studiach uzyskał uprawnienia adwokackie, zajął się prowadzeniem własnej kancelarii adwokackiej w Gdańsku.
W 1991 był wiceprezydentem Gdańska, a od 1994 do 1998 prezydentem tego miasta. W latach 1994–2002 sprawował mandat radnego.
Zasiadał we władzach Związku Miast Polskich. W okresie 2000–2006 zatrudniony w Telewizji Polskiej, był wiceprezesem jej zarządu i następnie dyrektorem generalnym ds. korporacyjnych.
Od początku lat 90. zaangażowany w działalność Unii Demokratycznej i Unii Wolności. W 2005 przystąpił do Partii Demokratycznej. Kandydował bez powodzenia do Sejmu w 1991 i 1993 z listy UD oraz do Senatu w 2007 z ramienia LiD. W 2012 został mianowany konsulem honorowym Estonii w Gdańsku. W 2023 zasiadł w radzie nadzorczej spółki Gdańska Infrastruktura Wodociągowo-Kanalizacyjna. W 2024 został wiceprezesem zarządu Fundacji Centrum Solidarności.
W 2010 został odznaczony estońskim Orderem Krzyża Ziemi Maryjnej IV klasy.